# 구미사곡초등학교
구미사곡초등학교는 대한민국 경상북도 구미시에 있는 초등학교다.

## 학교 연혁
- 2001.08.09 구미사곡초등학교 설립인가
- 2003.08.31 교사 준공
- 2003.09.08 구미사곡초등학교로 개교 20(특수1)학급 685명(상모초등학교에서 분리)
- 2015.02.13 제12회 졸업식
- 2015.03.01 26학급 편성 운영(특수학급 2학급포함). 유치원 3학급 편성운영